# Trissopathes
Trissopathes is een geslacht van neteldieren uit de klasse van de Anthozoa (bloemdieren).

## Soorten
- Trissopathes pseudotristicha Opresko, 2003
- Trissopathes tetracrada Opresko, 2003
- Trissopathes tristicha (van Pesch, 1914)